# Zeonidicola dumbletoni
Zeonidicola dumbletoni is een keversoort uit de familie Cavognathidae. De wetenschappelijke naam van de soort is voor het eerst geldig gepubliceerd in 1973 door Crowson.